# فخ ثوقيديدس

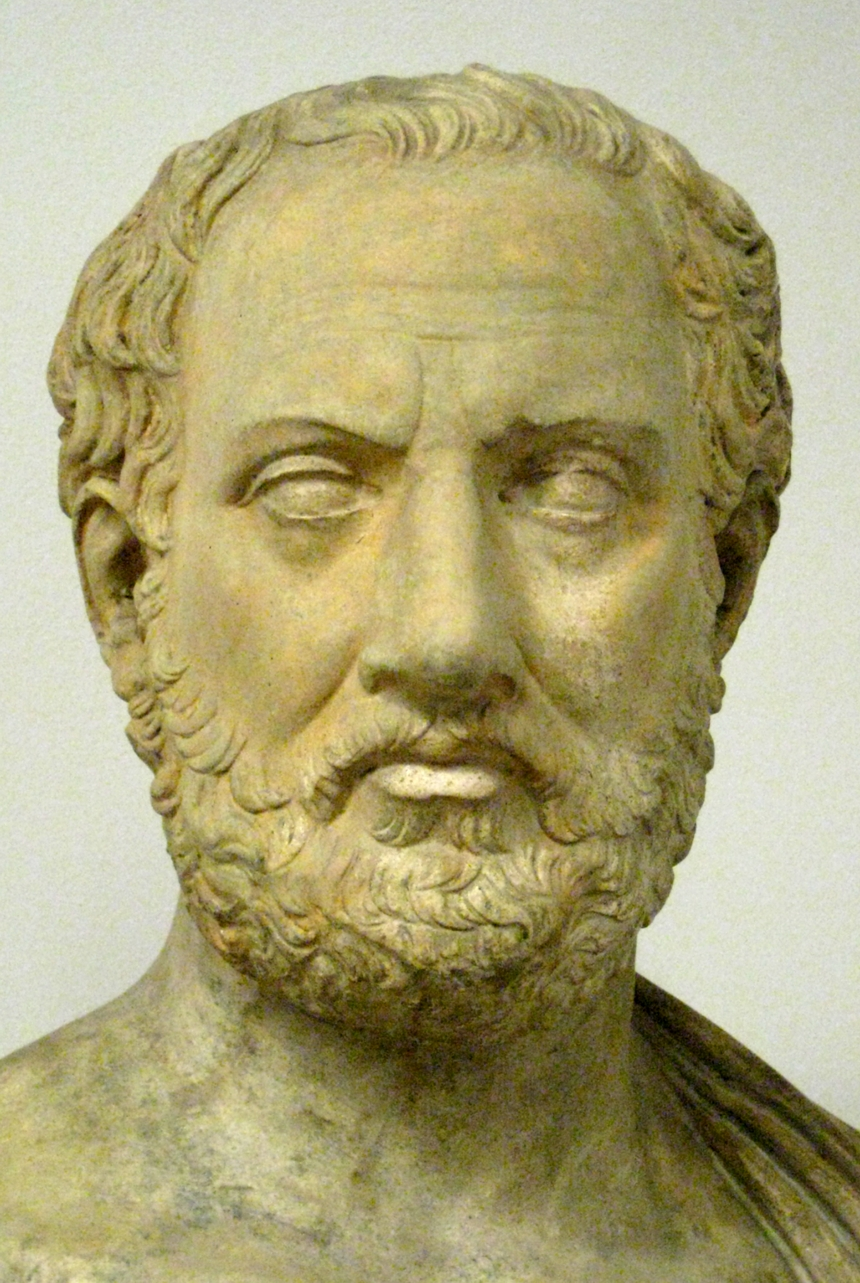
ثوقيديدس

مصيدة ثوقيديدس، هو مصطلح شاع من قبل عالم السياسة الأمريكي غراهام تي أليسون لوصف نزعة واضحة نحو الحرب عندما تهدد قوة صاعدة قوة عظمى مهيمنة إقليميا أو دوليا. تمت صياغته واستخدم في المقام الأول لوصف صراع محتمل بين الولايات المتحدة و الصين. يقوم المصطلح على اقتباس من المؤرخ الأثيني والجنرال العسكري ثوقيديدس، والذي افترض أن الحرب البيلوبونيسية بين أثينا واسبرطة حتمية بسبب مخاوف أسبرطة من نمو القوة الأثينية.

## الأصل

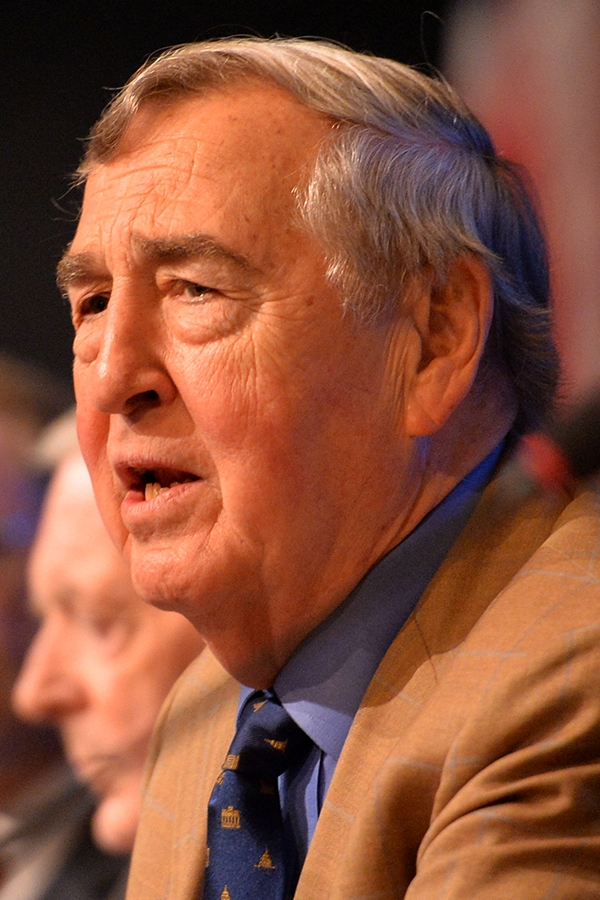
غراهام تي أليسون

صاغ هذا المصطلح عالم السياسة الأمريكي غراهام تي أليسون في مقال له نشر سنة 2012 في الفاينانشيال تايمز . حيث استند إلى اقتباس من المؤرخ والجنرال العسكري الأثيني القديم ثوقيديدس في نصه تاريخ الحرب البيلوبونيسية موضحا أن «صعود أثينا والخوف الذي رسخ في أسبرطة جعل من الحرب أمرًا لا مفر منه»،  أليسون استخدم هذا المصطلح لوصف الميل نحو الحرب عندما تتحدى قوة صاعدة (أثينا مثلا) القوة المهيمنة (أسبارطة مثلا). شرح أليسون المصطلح بتوسع في كتابه الصادر عام 2017 بعنوان "Destined for War" ، حيث يجادل بأن «الصين والولايات المتحدة في مسار تصادمي للحرب حاليًا».

## التعريف
يصف المصطلح النظرية القائلة بأنه عندما يكون موقع قوة عظمى كقوة مهيمنة مهددًا من قبل قوة صاعدة، فاحتمالية وقوع حرب بين القوتين ستكون كبيرة. أو بكلمات غراهام أليسون:
يشير فخ ثوقيديدس إلى الاضطراب الطبيعي الذي لا مفر منه والذي يحدث عندما تهدد قوة صاعدة بإزاحة سلطة حاكمة... الاستثناء.
لتقديم أطروحته، قاد أليسون دراسة في مركز بيلفر للعلوم والشؤون الدولية بجامعة هارفارد وجدت أنه من بين 16 حالة تاريخية لقوة ناشئة تنافس السلطة المسيطرة، انتهت 12 منها بالحرب.  

## التأثير
أثر المصطلح والحجج المحيطة به في وسائل الإعلام الدولية (وفي وسائل الإعلام الحكومية الصينية ) وبين السياسيين الأمريكيين والصينيين. ذكرت دراسة حالة للمصطلح بقلم ألان غريلي ميسنهايمر نشرها معهد الدراسات الاستراتيجية الوطنية، ذراع الأبحاث العسكرية بجامعة الدفاع الوطني، أنه «حظي باهتمام عالمي منذ دخوله معجم العلاقات الدولية». صرح باحثو السياسة الخارجية هال براندز ومايكل بيكلي بأن فخ ثوقيديدس أصبح «عنوان أساسي»، أو «حقيقة بديهية يتم الاحتجاج بها الآن، إلى حد الغثيان، في شرح المنافسة بين الولايات المتحدة والصين». ضف إلى ذلك، قال مراسل بي بي سي الدبلوماسي جوناثان ماركوس ساخرًا إن كتاب جراهام أليسون الذي يتوسع في فخ ثوقيديدس، «أصبحت قرأته مطلوبة من العديد من صانعي السياسات والأكاديميين والصحفيين».

## الملاحظات
1. ↑  The conclusions of this study have faced considerable criticism. See فخ ثوقيديدس.

## انظر ايضا
- نظرية انتقال السلطة
- صعود الصين السلمي
- القرن الصيني
- صدام الحضارات
- علاقات الصين الخارجية
- قوة عظمى مرتقبة
- شرطي العالم
- حقبة ما بعد الحرب الباردة
- تكرار تاريخي ، حسد ، غيرة